# Trofeo (ornamento)

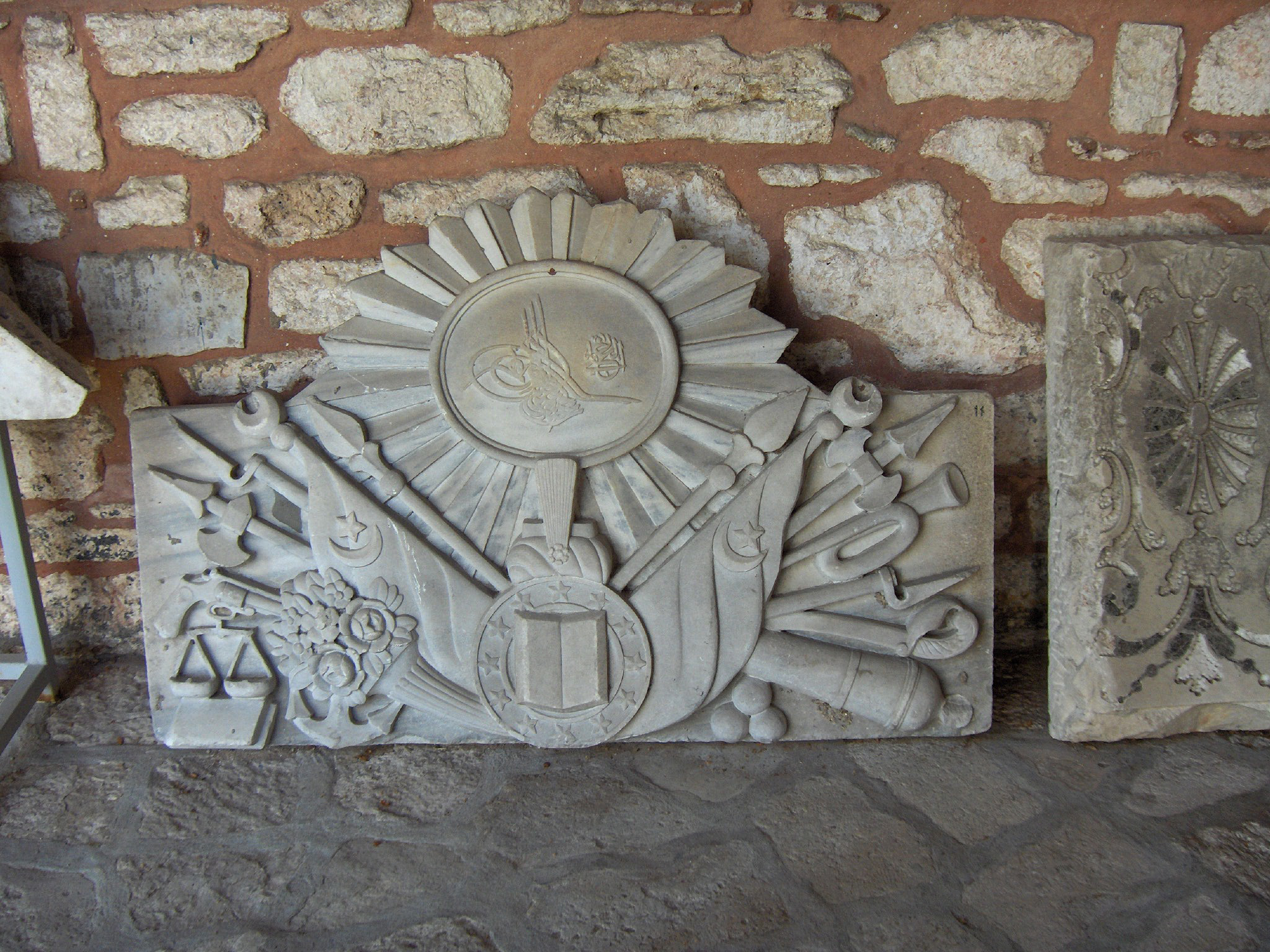
Trofeo

Trofeo, nel linguaggio artistico indica un ornamento che è rappresentato per lo più da gruppi decorativi ordinati di armi o trofei di caccia o bottini di guerra.
I trofei ornamentali però vengono eseguiti secondo i desideri di chi commette all'artista l'opera e quindi possono anche rappresentare strumenti musicali, simboli di navigazione e altri temi.

## Utilizzo
In architettura, iniziando dal rinascimento e andando fin oltre il barocco, fino al neoclassicismo (stile Luigi XVI), la decorazione a trofei si espresse soprattutto nei timpani, nel mezzo degli attici o sopra i portali principali, adatti allo scopo sia all'interno che all'esterno. 
La decorazione con trofei può ugualmente essere eseguita come arte plastica, come bassorilievo e come dipinto murale. 
L'ornamento con trofei era, come i trofei di caccia, un simbolo di potenza, successo e fierezza di colui o di coloro cui è dedicato il monumento sul quale è riportato.
La decorazione con trofei era diffusa anche nell'arte libraria.

## Immagini di trofei

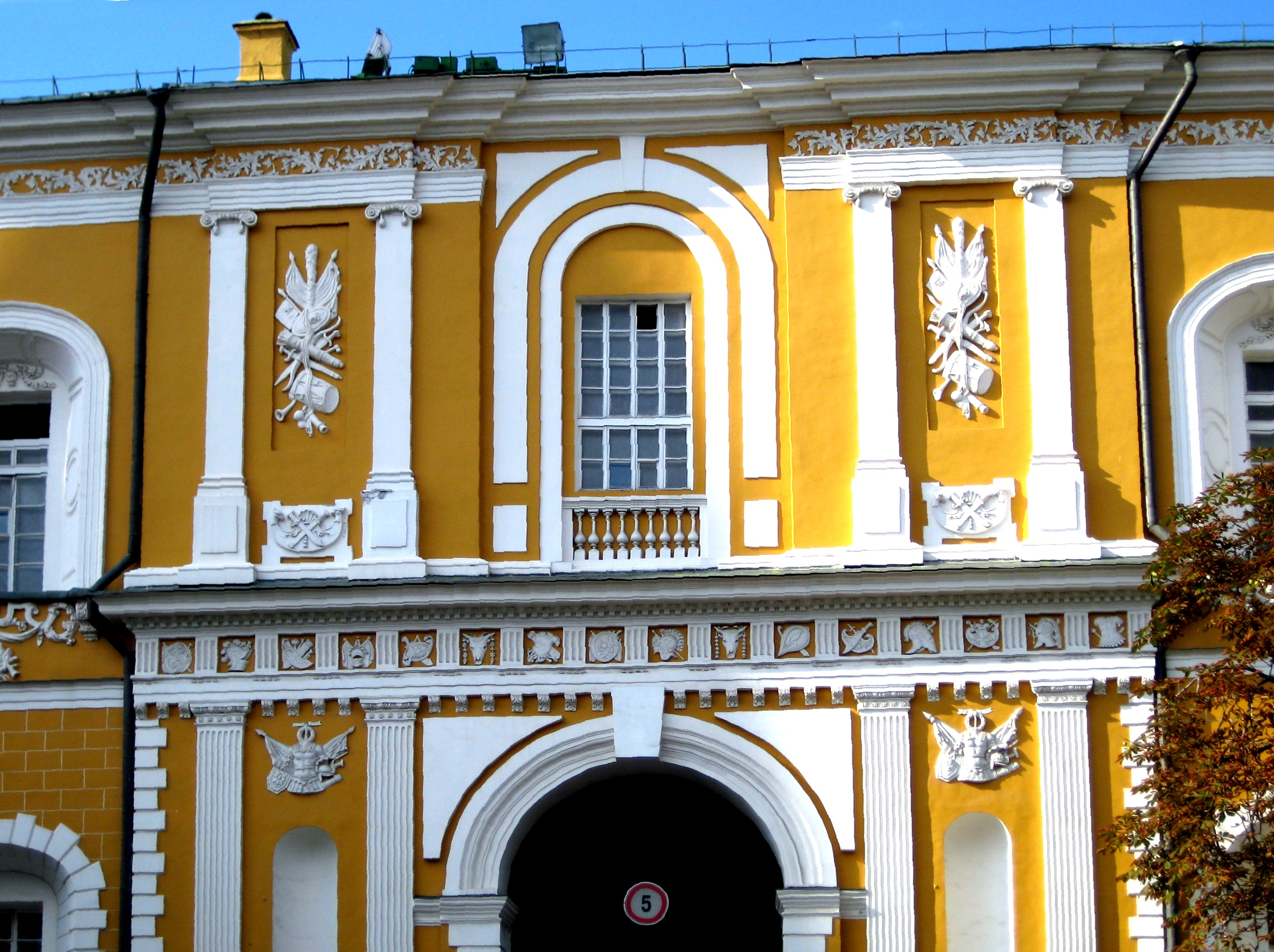
Arsenale del Cremlino
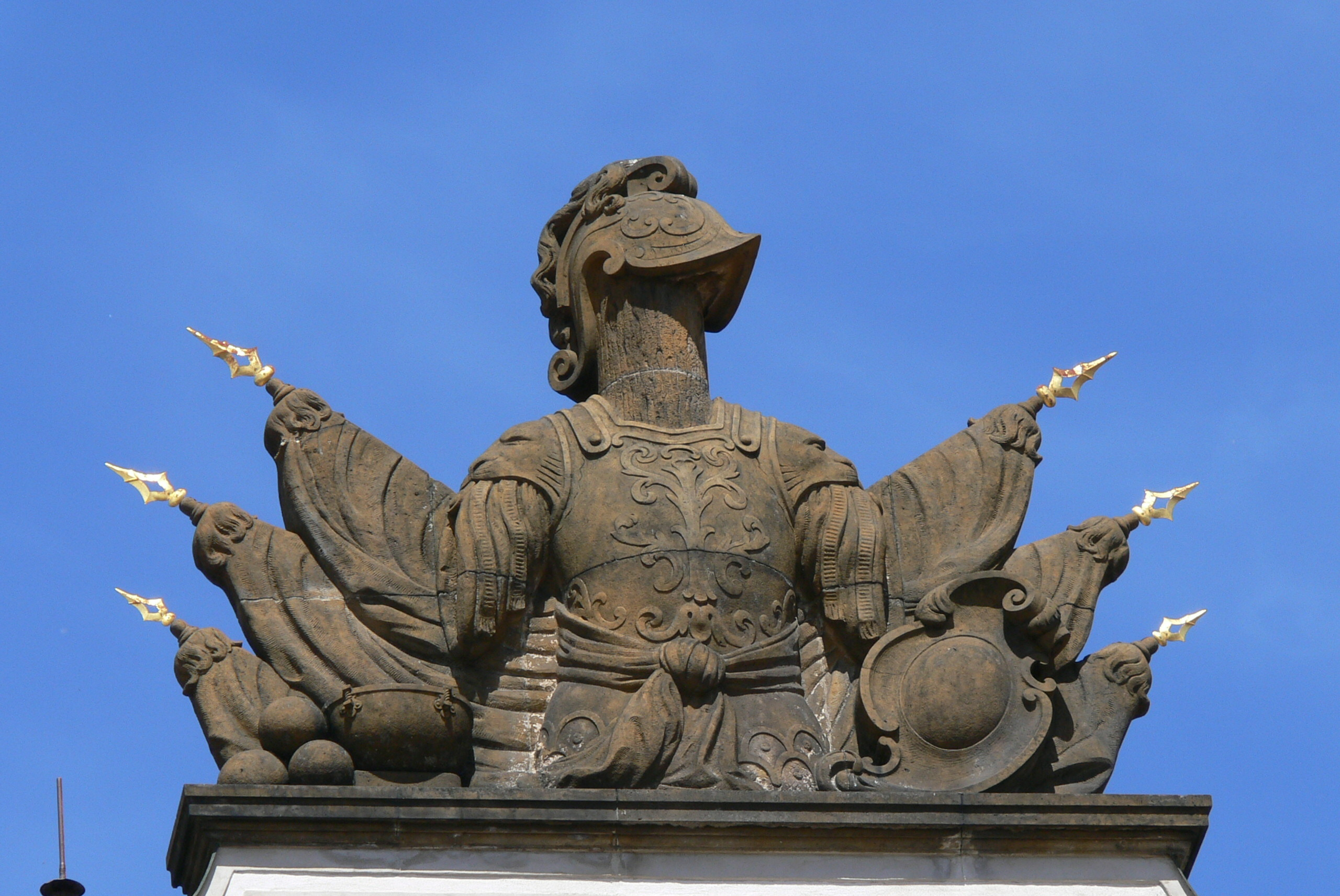
Rocca di Praga
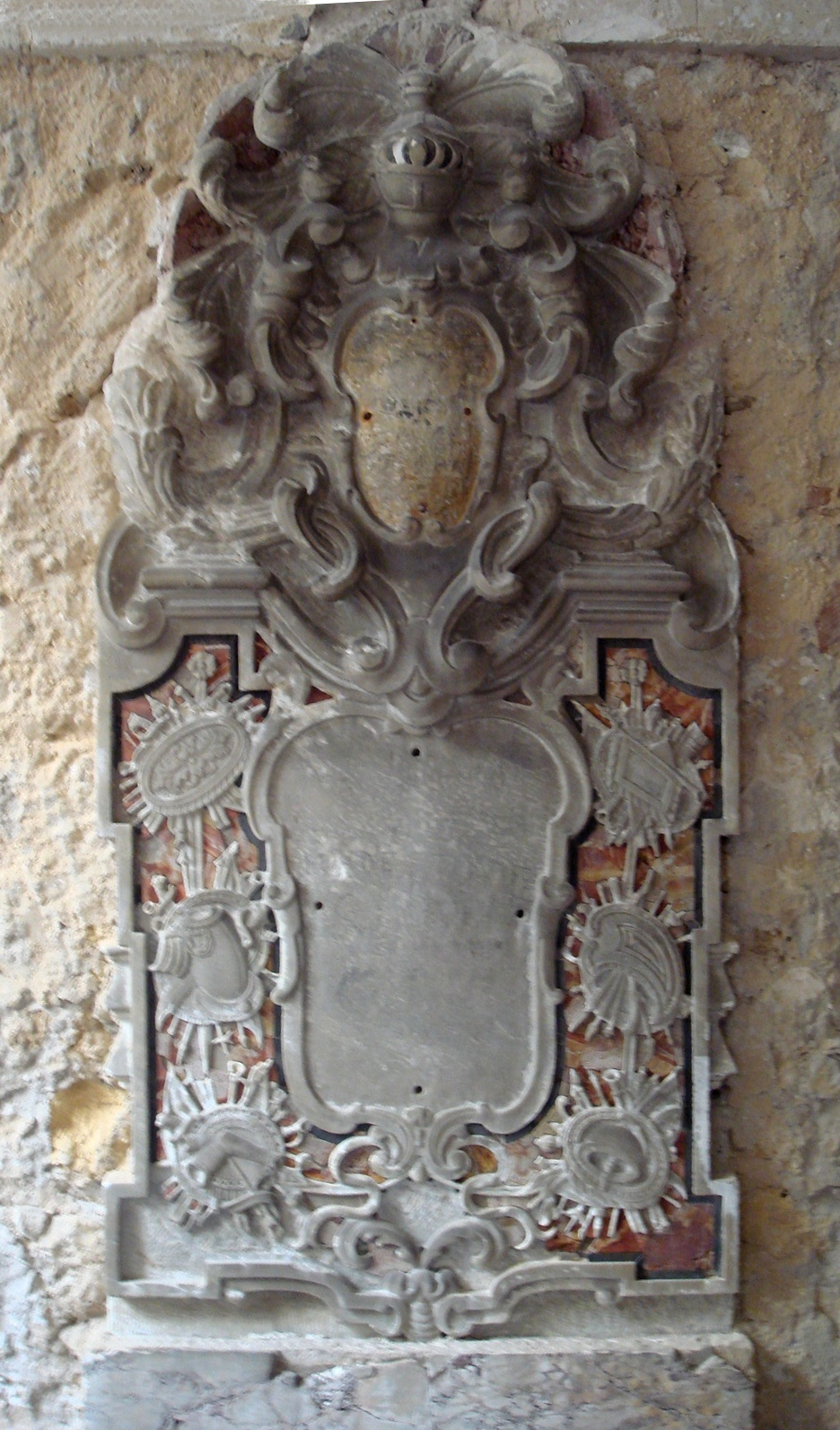
Palazzo Bonanno a Siracusa
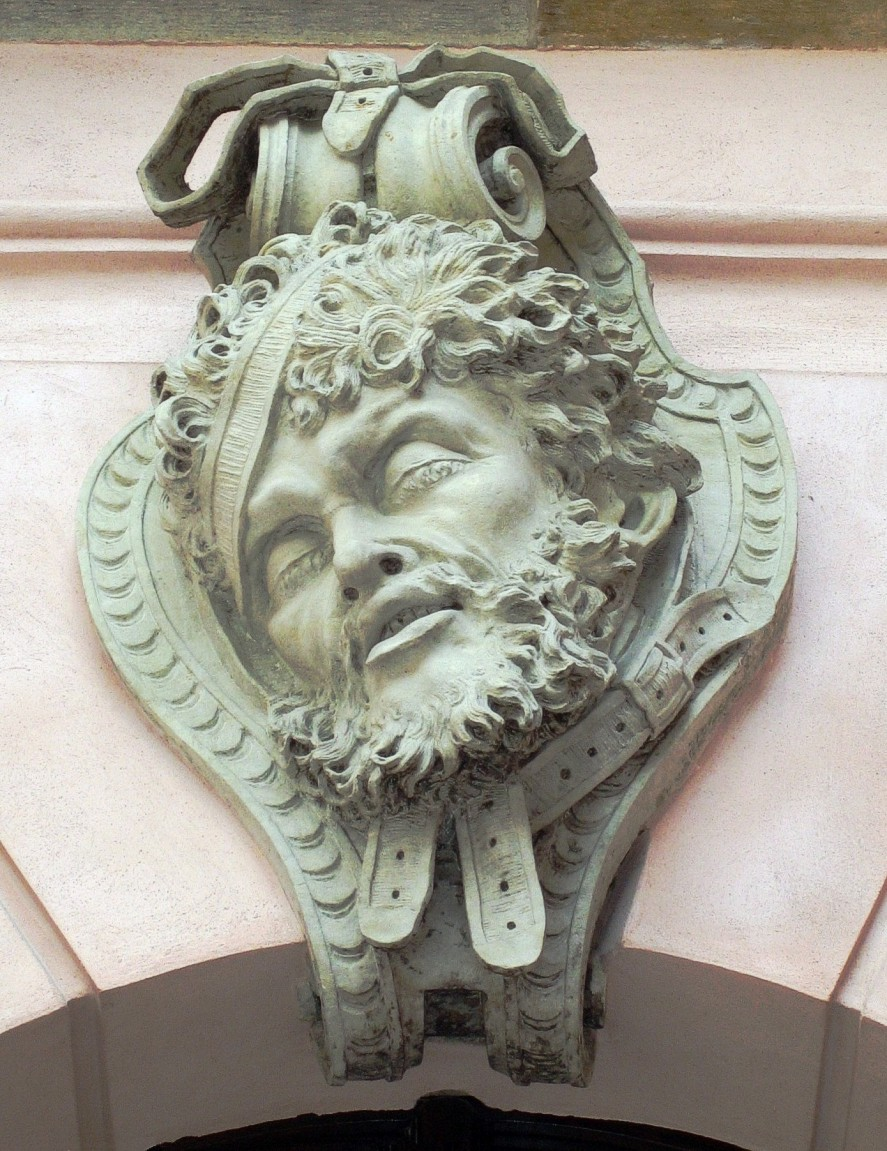
Zeughaus Berlin